# Poličnik
Poličnik (do roku 1910 Polešnik, italsky Polisseno) je vesnice a správní středisko stejnojmenné opčiny v Chorvatsku v Zadarské župě. Nachází se asi 11 km severovýchodně od Zadaru. V roce 2011 žilo v Poličniku 1 035 obyvatel, v celé opčině pak 4 469 obyvatel.
Do teritoriální reorganizace v roce 2010 byl Poličnik součástí opčiny města Zadar.
Součástí opčiny je celkem deset trvale obydlených vesnic.
- Briševo – 657 obyvatel
- Dračevac Ninski – 280 obyvatel
- Gornji Poličnik – 140 obyvatel
- Lovinac – 278 obyvatel
- Murvica – 701 obyvatel
- Murvica Gornja – 253 obyvatel
- Poličnik – 1 035 obyvatel
- Rupalj – 245 obyvatel
- Suhovare – 508 obyvatel
- Visočane – 372 obyvatel

Opčinou prochází státní silnice D8 a župní silnice Ž6007, Ž6011, Ž6014 a Ž6021. Blízko též prochází dálnice A1.